# Hermanos de leche
Hermanos de leche és una sèrie de televisió, del gènere de la comèdia, emesa originalment a la cadena espanyola Antena 3 entre 1994 i 1996. La sèrie és una producció de José Frade Producciones i es va mantenir en l'aire durant quatre temporades. Més tard es va reposar en Canal 7 Televisión.

## Argumento
Els dos protagonistes, Juan "el Gordi" (Juan Echanove) i Chus (José Coronado) són dos germans de llet, perquè quan eren bebès, van compartir la mateixa nodrissa. Després d'anys sense veure's, tornen a retrobar-se després dels seus respectius divorcis i decideixen compartir pis. Les trames de la sèrie giren al voltant de les vides de tots dos personatges i de les seves exdones Leonor (Cristina Higueras) i Elena (Fiorella Faltoyano), generant múltiples conflictes.

### Entre bastidors
En la quarta i última temporada el personatge de Juan canvia d'actor, pel fet que Juan Echanove abandonava la sèrie per a realitzar projectes cinemamatogràfics. El Gran Wyoming va reemplaçar Echanove en el paper. Donada les diferències físiques entre tots dos actors, el canvi es va justificar en l'argument amb una operació de cirurgia estètica després d'un accident de trànsit. Encara que Wyoming no tenia la complexió de Echanove que li havia guanyat al seu personatge el sobrenom de "Gordi", aquest malnom continuava aplicant-se-li. Wyoming, en entrevistes posteriors, feia broma dient que havia estat triat pel seu supòsit semblant físic amb Echanove, i que la trama de la cirurgia havia sorgit després, quan el públic va observar el canvi en els títols de crèdit.

## Equipo

### Equip artístic
- José Coronado és Chus
- Juan Echanove és Juan ("Gordi") (1a, 2a i 3a temporada)
- El Gran Wyoming és Juan ("Gordi") (4a temporada)
- Cristina Higueras és Leonor, exdona de Juan
- Fiorella Faltoyano és Elena, exdona de Chus
- Ingrid Asensio és Poli, la veïna i després núvia de Juan
- Elisa Montés
- Sergio García del Valle és taxista Carlos Pacheco, el veí de Chus
- Encarna Paso
- Pastora Vega
- Conrado San Martín
- Leonor Watling és Cris
- Goya Toledo
- Daniel Guzmán
- Alaska
- Daniel Sesma
- Rossy de Palma

i més

### Equip tècnic
- Directors: Pablo Ibáñez T., Carlos Serrano
- Guionistes: Santiago Moncada, Ignacio del Moral

## Premis
- 1995: Juan Echanove finalista als Premis de la Unión de Actores en la categoria de Millor Actor Protagonista.